# Cinctorres
Cinctorres és un municipi del País Valencià situat a la comarca dels Ports.

## Geografia
El municipi està emplaçat en un petit altiplà entre la muntanya del Bovalar i la vall del riu Calders. Al paisatge de Cinctorres destaquen la Roca Roja i la Roca Parda, separades entre elles per la llera de la rambla de Sellumbres. Al voltant d'aquestes roques és habitual observar el vol dels voltors, que hi nien.
Les seues muntanyes estan poblades en la majoria per pinassa, alzina, ginebres, etc. A més d'espècies aromàtiques com l'espígol, el timonet o farigola, el te de roca, el poliol, la camamilla o la sàlvia. Compta amb una abundant fauna: llebres, conills, esquirols, teixons, guineus i senglars.

### Límits
| la Mata            | la Todolella Forcall |         |
| Portell de Morella |                      | Morella |
|                    | Castellfort          |         |

### Accés
S'arriba per la CV-125 des de Morella o des del Portell. També per la CV-124 (de menys entitat) des de Forcall o des de Castellfort.

## Història
Durant el cretaci inferior hi va habitar Protathlitis cinctorrensis, espinosàurid trobat en la formació Argiles de Morella, dins del terme municipal de Cinctorres.
Al terme municipal es troben jaciments que reflecteixen el pas de diverses civilitzacions. Així, s'han trobat restes de l'edat del ferro, dels ibers, alguna xicoteta resta romana i també visigòtica. Cal destacar la troballa de la placa d'un cinturó visigot, que actualment es troba al Museu de Belles Arts de Castelló.
En els darrers segles de l'època islàmica es creu que la majoria de localitats del terme de Cinctorres estaven ocupades. Estes localitats podien ser xicotets assentaments o bé alguna fortificació, situada en algun cim, com el Fossar dels Moros i els Castellets.
Cinctorres va ser conquerit el 1232 per en Blasco I d'Alagón, i es va incorporar a les anomenades aldees de Morella. Les relacions amb esta població mai van ser bones, com que en qualsevol conflicte Cinctorres era del bàndol oposat al de Morella, per si en cas de guanyar podien aconseguir la independència. El 1358 Cinctorres es fortifica, amb motiu de la guerra de Castella.
El 1369 el rei Joan I, davant les seues queixes els concedí un marge d'autonomia. En la successió de Martí l'Humà, Morella es posà a favor de Ferran d'Antequera i la resta d'aldees a favor de Ferran d'Antequera. Un atac de Morella a Cinctorres provocà la rendició de totes les aldees.
Després de més conflictes amb Morella, fou finalment el 1691 que Cinctorres assoleix la independència amb la resta de vuit aldees aprofitant la falta de diners de la monarquia. Tot i que Morella s'hi va oposar, el 9 de febrer de 1691 Carles II firmava el privilegi per les vuit aldees, que passaven a ser viles.
D'especial rellevància va ser el segle xix, ja que en tota la comarca es van viure intensament les tres guerres carlines. El pas del segle xix al segle xx, Cinctorres, com en altres pobles de la comarca, veurà un desenvolupament de la indústria tèxtil, en este cas especialment de la faixa. La figura del faixero, persona que es dedicava a vendre faixes per la resta d'Espanya així com el sud de França, està estretament lligada a Cinctorres.
El segle xx, com a moltes altres zones rurals de muntanya, va ser un segle marcat per la despoblació. Cinctorres patí una forta emigració, especialment cap a Barcelona i la seua àrea metropolitana.

## Demografia
El 1511 tenia uns 400 habitants.
| 1990 | 1992 | 1994 | 1996 | 1998 | 2000 | 2002 | 2004 | 2006 | 2008 | 2009 |
| ---- | ---- | ---- | ---- | ---- | ---- | ---- | ---- | ---- | ---- | ---- |
| 635  | 605  | 598  | 591  | 551  | 520  | 517  | 509  | 526  | 504  | 498  |

## Economia
La principal activitat econòmica, igual que en altres localitats d'interior, és la ramaderia. Hi ha un gran nombre d'explotacions de bestiar porcí. En les darreres dècades ha anat adquirint més importància el turisme d'interior com a complement a l'activitat agrària, amb un increment destacable d'allotjaments rurals. Aquest procés ha anat acompanyat d'un creixement de les empreses de construcció i de serveis, i també hi ha un nombre reduït de comerços.

## Alcaldia
Des de 2019 l'alcaldessa de Cinctorres és Mireia Mestre Membrado d'Agrupació per Cinctorres (APC).
| Període                       | Alcalde o alcaldessa                                   | Partit polític | Data de possessió     | Observacions         |
| ----------------------------- | ------------------------------------------------------ | -------------- | --------------------- | -------------------- |
| 1979–1983                     | José Marín Climent                                     | UCD            | 19/04/1979            | --                   |
| 1983–1987                     | Víctor Climent Gasulla                                 | AP-PDP-UL-UV   | 28/05/1983            | --                   |
| 1987–1991                     | José Manuel Gisbert Querol                             | PSPV-PSOE      | 30/06/1987            | --                   |
| 1991–1995                     | José Manuel Gisbert Querol                             | PSPV-PSOE      | 15/06/1991            | --                   |
| 1995–1999                     | José Manuel Gisbert Querol                             | PSPV-PSOE      | 17/06/1995            | --                   |
| 1999–2003                     | Juan Manuel Ferreres Carceller Antonio Albalat Cervera | PSPV-PSOE      | 03/07/1999 20/12/2002 | Dimissió/renúncia -- |
| 2003–2007                     | Antonio Ripollés Ortí                                  | PSPV-PSOE      | 14/06/2003            | --                   |
| 2007–2011                     | Antonio Ripollés Ortí                                  | PSPV-PSOE      | 16/06/2007            | --                   |
| 2011–2015                     | Antonio Ripollés Ortí                                  | PSPV-PSOE      | 11/06/2011            | --                   |
| 2015–2019                     | Antonio Ripollés Ortí                                  | PSPV-PSOE      | 13/06/2015            | --                   |
| 2019-2023                     | Mireia Mestre Membrado                                 | APC            | 15/06/2019            | --                   |
| Des de 2023                   | n/d                                                    | n/d            | 17/06/2023            | --                   |
| Fonts: Generalitat Valenciana |                                                        |                |                       |                      |

## Monuments

### Monuments religiosos
- Ermita de la Mare de Déu de Gràcia, del segle xix. És una església historicista molt visitada pels veïns de Cinctorres. Posseïa un important retaule gòtic obra de Bernat Serra del que només queden tres taules en una col·lecció particular. Es fa un romiatge en el mes de maig.
- Ermita de Sant Marc, de 1588.
- Ermita de Sant Pere. Del segle xvii.
- Ermita del Calvari. Del segle xix.
- Ermita de del Pilar. Del segle xviii.
- Ermita de Sant Lluís. Del segle xvii. Compta amb un gran pòrtic i unes interessants grafies en l'interior.
- Església de Sant Pere Apòstol, del segle xviii.

### Monuments civils
- Casa consistorial. Del segle xv i xvi. Recentment restaurada, s'hi exposen taules d'uns retaules gòtics del segle xv. Fa alguns anys, quan es realitzaven treballs de restauració en l'Ajuntament de Cinctorres, van aparèixer formant part del sostre, és a dir que s'utilitzaven com taulers per a aguantar la teulada, unes taules del segle xv, esquarterades i en un lamentable estat. Es va fer càrrec del material oposat, el Servei de Restauració de la Diputació de Castelló i va ser objecte d'una especial atenció, estudi i tractament per aquest servei. Entre les diferents peces oposades, cal destacar el panell amb la figura de Sant Pere que ha estat identificat com un possible retrat del Papa Luna. Existeix a l'Ajuntament, un saló on estan exposades les taules i un complet estudi del «descobriment», del procés de restauració amb les tècniques emprades, així com fotografies de l'abans i del després del procés. Diuen que són una obra mestra de la restauració.
- Palau dels Sanjoans, del segle xvii. Es tracta d'un exemple clàssic de tipologia de palau urbà, amb elements originals d'arquitectura gòtica amb reestructuració de final del segle xviii de caràcter neobarroc. En el seu interior es pot admirar un veritable tresor artístic, constituït pel paviment d'una gran sala format per multitud de rajoles de ceràmica amb motius d'animals.
- Torre dels Moros. Està en una petita lloma, entre cultius propis de la zona i matollar. Tradicionalment es considera una de les cinc torres a les quals es refereix la toponímia de Cinctorres. És de planta quadrada, de modestes dimensions (3,60 x 3,70 m), amb un gruix dels murs de 0,80 m, posseïx un portal llinda en l'adreça nord d'1,10 x 0,70 m. Compta amb restes visibles de quatre plantes la segona amb finestreta, i la quarta o de coronació on poden apreciar-se distintes filades d'habitacles a manera de catxaperes per a coloms, per aquest motiu la seva finalitat auxiliar fora la de colomer. Cap recordar que les torres-masies freqüentment van associades a colomers, les fins dels quals eren d'avís i vigilància. En el seu interior l'accés a les plantes altes es realitza mitjançant una escala de caragol amb esglaons solts incrustats en la part interior dels murs, avui pràcticament desapareguda. Els murs estan realitzats amb maçoneria presa amb morter de calç. En l'actualitat mancada una de les cantoneres.
- Casa dels Capellanets. Compta amb un impressionant ràfec i portada de mig punt, casa pairal del segle xvii d'estil venecià. Estatge dels Ferreres des de 1840. El nom ve donat pels nombrosos religiosos i religioses esdevinguts a la família.
- Peiró de la Plaça Nova. Del segle xv. Antiga creu gòtica de terme en pedra. És l'única que s'ha conservat dels quatre que s'erigirien en el terme de Cinctorres. Situada originalment al sud-est de la població, va ser traslladada el 1939 a la Plaça de l'Església. La creu mostra una tipologia llatina i braços rectes les extremitats dels quals presenten rematada vegetal. A l'advers, apareix la figura de Crist crucificat acompanyat de dos àngels músics als seus peus. A l'inrevés, es disposa la figura de la Verge amb el Nen, sota la qual estan les figures de Santa Bàrbara i Santa Llúcia.
- Casa del Fidebé. De les mateixes característiques arquitectòniques que l'anterior.

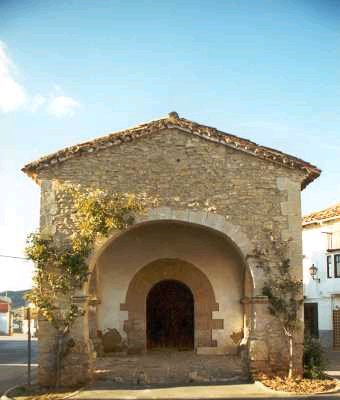
Ermita de Sant Lluís
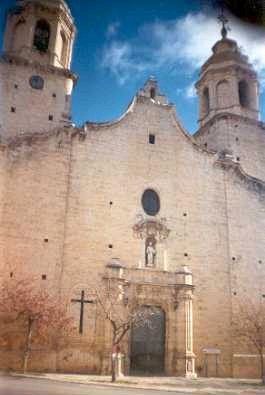
Església de Sant Pere Apòstol
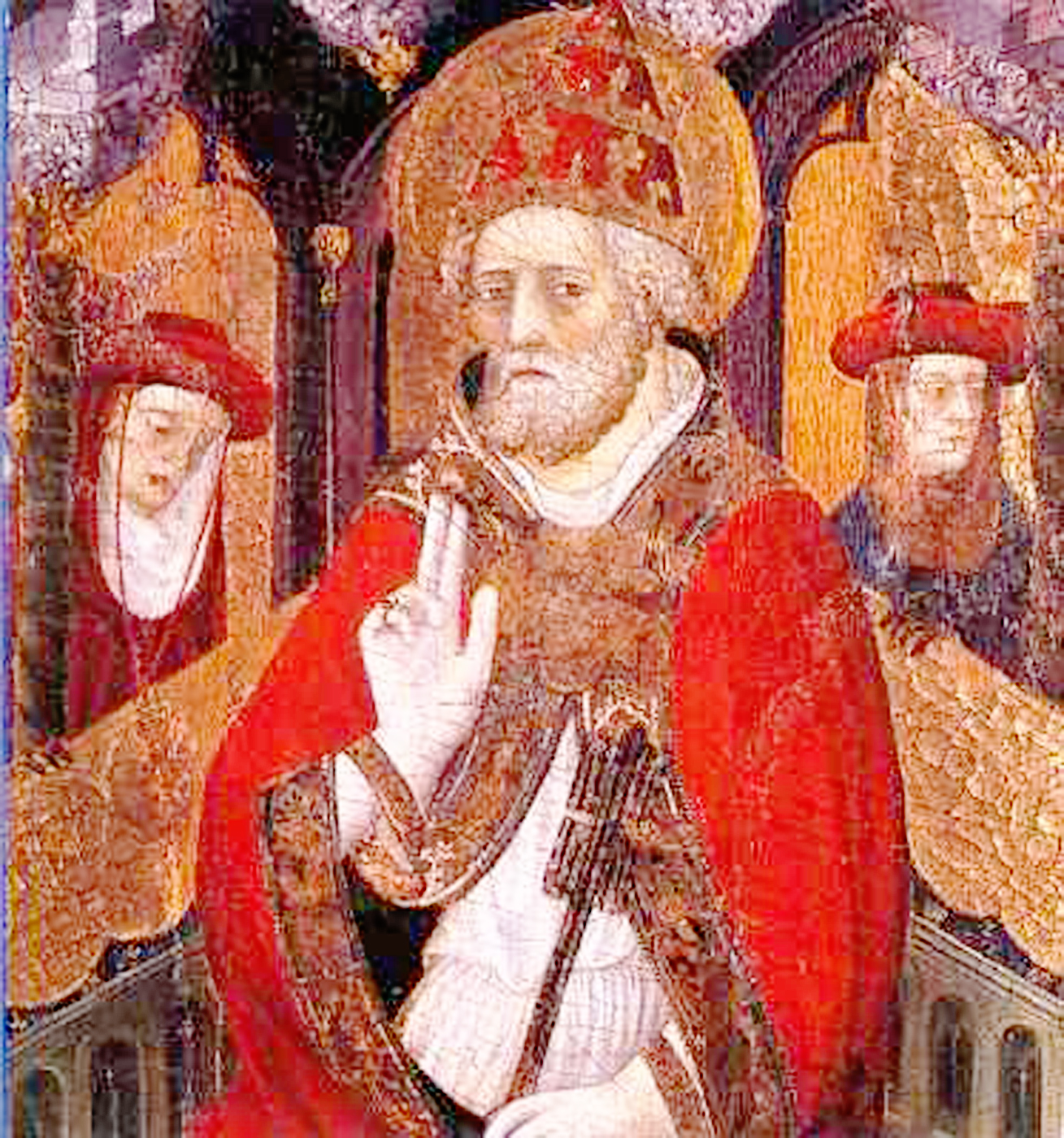
Retaule gòtic de l'Ajuntament
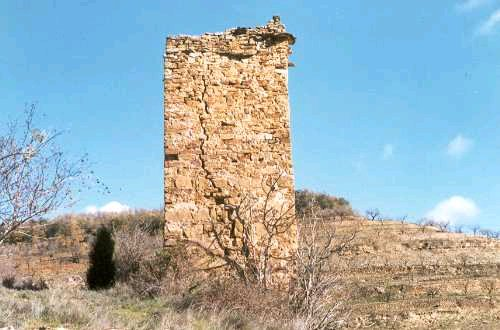
Torreta dels Moros
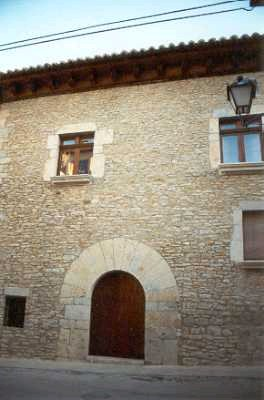
Casa dels Capellanets
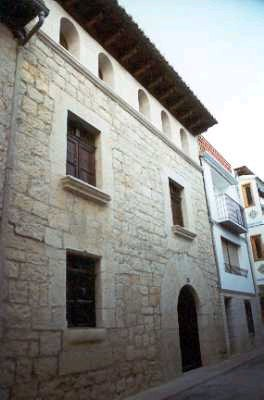
Casa del Fidebé
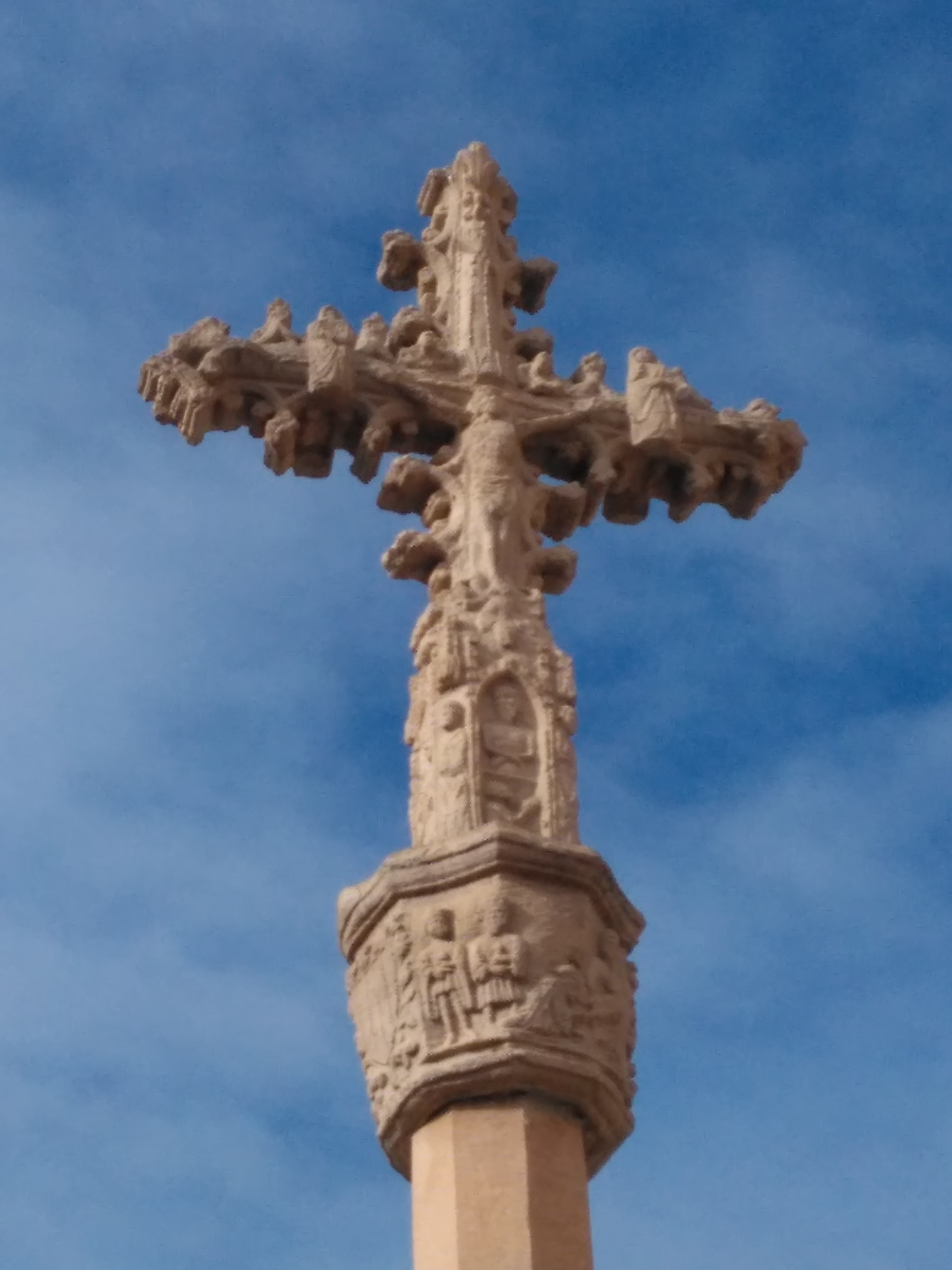
Peiró de la Plaça Nova

## Llocs d'interès

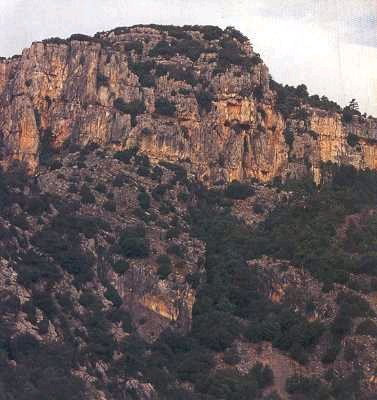
La Roca Parda

- Paratge de la Roca Parda i la Roca Roja. Es tracta d'un paratge de gran valor ecològic, on les roques es troben separades per la Rambla de Sellumbres. Es pot gaudir d'espectaculars vistes, amb parets de roca que compten amb la presència de voltors, ja que molt prop està el menjador. Sense oblidar-nos de la Cabra hispànica, la qual pot donar senyals de presència en el moment menys esperat.

- Paratge de la Mare de Déu de Gràcia. Este paratge està ubicat a l'ermita de la Mare de Déu de Gràcia. Allí poden trobar la zona d'acampada i el menjador, on es combinen els elements perfectes per a gaudir d'un dia al camp.

- El Bovalar. Situat a les cotes més altes del terme, paratge interessant des del punt de vista ecològic i declarat Microreserva de Flora.

- Paratge Natural Municipal de la Rambla de Sellumbres. És un Paratge Natural Municipal dels municipis de Castellfort, Cinctorres i Portell de Morella.

## Festes
- Sant Antoni. L'últim cap de setmana de gener o el primer de febrer se celebra com a molts altres pobles de la comarca Sant Antoni. El dissabte al matí es va al bosc a buscar la llenya per muntar la barraca (foguera). Per la vesprada es porta fins al poble, passejant la fusta pels carrers del poble amb cavalleries. A continuació es fa la representació teatral de la vida de Sant Antoni, que dona pas a la cremada de la barraca.

La primavera és època de romeries a diverses ermites. En totes elles es beneeixen les primes i els termes, que s'encarreguen de repartir els organitzadors de les romeries, anomenats majorals.
- El diumenge més proper al 25 d'abril es fa la romeria a l'Ermita de Sant Marc.
- El següent diumenge se celebra la romeria a Sant Pere.
- El segon dissabte del mes de maig té lloc la romeria a Sant Cristòfol de Saranyana, i l'endemà, es fa la romeria a la Mare de Déu de Gràcia.

- Sant Cristòfol dels xòfers. El segon cap de setmana de juliol se celebra la festa que consisteix en la benedicció dels cotxes del poble i en un dinar popular.

- Festes Patronals. L'última setmana d'agost són les festes patronals en honor de la Mare de Déu de Gràcia. Serveixen per a reunir molts cinctorrans i cinctorranes que durant la resta de l'any viuen fora. Els actes més importants són la processó del farolet, les novenes, els "bous de carrer" i les revetlles al saló de festes. Els dies previs a les festes es realitza una setmana cultural.

A més, el poble ha acollit l'Aplec dels Ports en quatre ocasions, els anys 1979, 1988, 1998 i 2007.

## Gastronomia
La gastronomia cinctorrana és la típica d'una zona de muntanya. Hi destaquen els embotits, el pernil i el frito, que consisteix en carn fregida i que es conserva durant tot l'any en oli. En els dolços típics hi ha pastissos, coquetes i ametlats, i la quallada, dita popularment collà.